# Santa Fe (Ocotepeque)
Santa Fe es un municipio del departamento de Ocotepeque en la República de Honduras.

## Toponimia
Su nombre actual procede a la profesión de la fe católica al momento de la inauguración de una iglesia en ese sector.

## Límites
| Orientación | Límite                              |
| ----------- | ----------------------------------- |
| Norte       | Municipio de Concepción, Ocotepeque |
| Sur         | Municipio de Ocotepeque, Ocotepeque |
| Este        | Municipio de Concepción, Ocotepeque |
| Este        | Municipio de Ocotepeque, Ocotepeque |
| Oeste       | República de Guatemala              |

Está situado en el Valle de Ocotepeque y al este del Río Frío.

## Historia

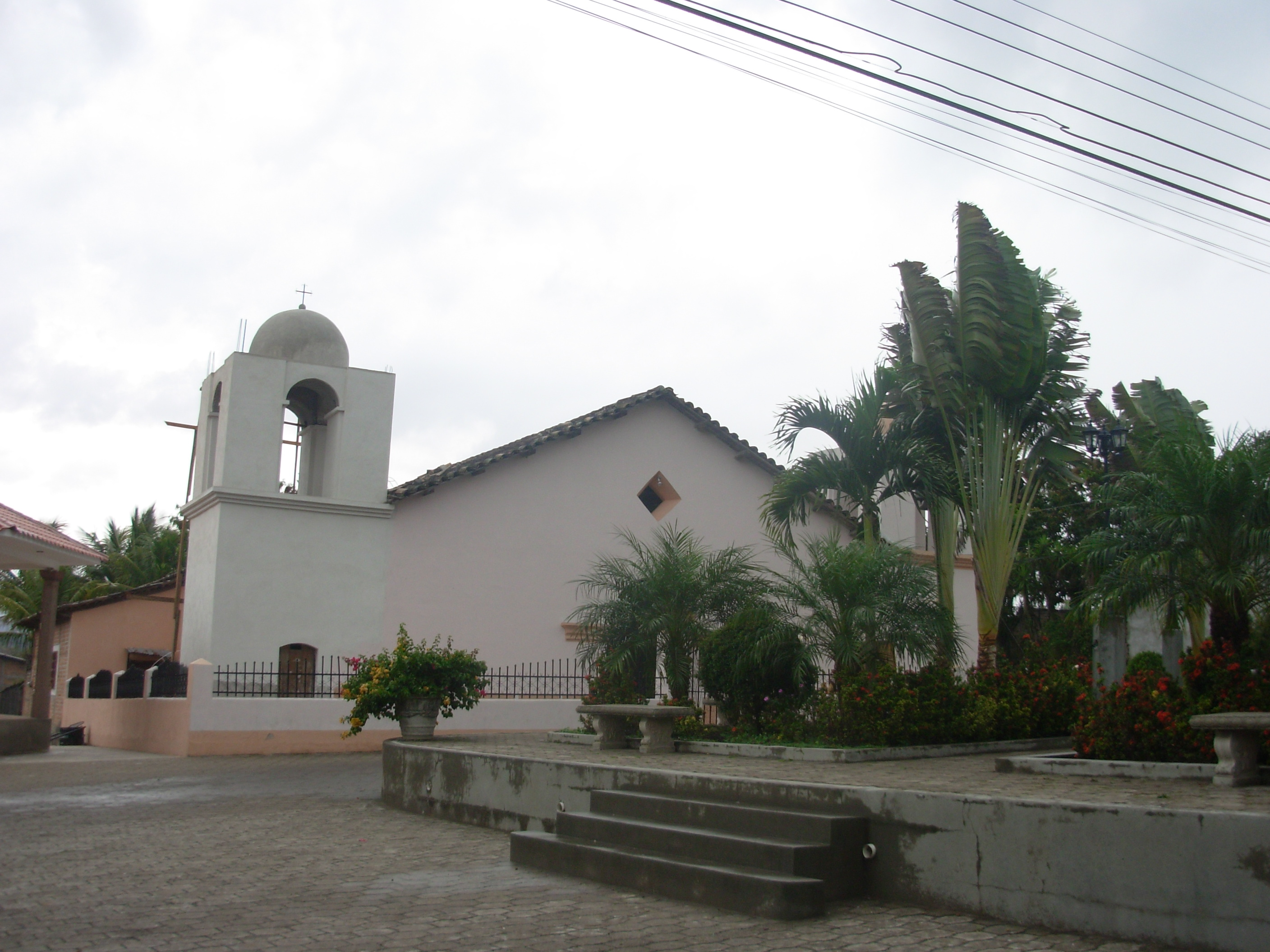
Iglesia y parque

En 1860 se empezó a formar el pueblo con persona llegadas de Concepción, llamándola "El Tablón del Guayabo" debido a la abundancia de árboles de esta fruta, seguidamente cambió su nombre al actual: Santa Fe.
En 1887, en el censo de población de 1887 ya figuraba como Municipio que formaba el Distrito de Ocotepeque.

## División Política
Aldeas: 8 (2013)
Caseríos: 32 (2013)
| Código | Aldea                  |
| ------ | ---------------------- |
| 141401 | Santa Fe               |
| 141402 | Agua Caliente          |
| 141403 | El Mojanal o El Carmen |
| 141404 | La Quesera             |
| 141405 | Los Encinos            |
| 141406 | Piedras Bonitas        |
| 141407 | Piñuelas               |
| 141408 | Sulnete                |

## Otros proyectos
- Wikimedia Commons alberga una categoría multimedia sobre Santa Fe.

- Datos: Q2394028
- Multimedia: Santa Fe, Ocotepeque / Q2394028